# Brunehaut
Brunehaut (in piccardo Brunéo) è un comune belga di 7 712 abitanti, situato nella provincia vallona dell'Hainaut.